# 科尔讷伊
科尔讷伊（法語：Corneuil，法語發音：[kɔʁnœj]）是法国厄尔省的一个市镇，属于埃夫勒区。2016年，科尔讷伊与临近的2个市镇合并为新市镇尚布瓦。

## 地理
科尔讷伊（48°52'54"N, 1°8'24"E）面积11.31 平方千米，位于法国诺曼底大区厄尔省，该省份为法国北部内陆省份，北起滨海塞纳省，西接奧恩省和卡爾瓦多斯省，南至厄尔-卢瓦省，东临瓦兹省、瓦兹河谷省和伊夫林省。
与科尔讷伊接壤的市镇（或旧市镇、城区）包括：沙维尼-巴约勒、比叙当维尔。
科尔讷伊的时区为UTC+01:00、UTC+02:00（夏令时）。

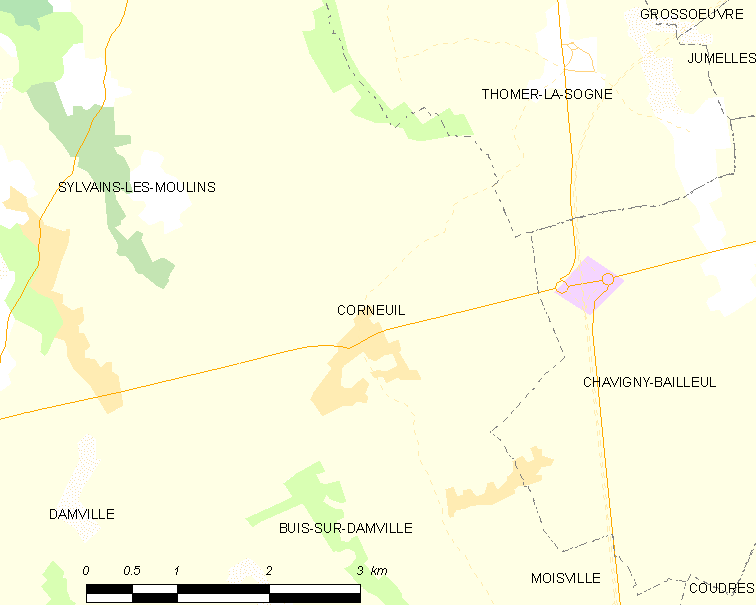
科尔讷伊的OSM定位图

## 行政
科尔讷伊的邮政编码为27240，INSEE市镇编码为27172。

## 政治
科尔讷伊所属的省级选区为阿夫尔河和伊通河畔韦尔讷伊县。

## 人口

1962-2008年间科尔讷伊人口变化图示

科尔讷伊于2018年1月1日时的人口数量为617人。